# Varuna
「Varuna」（ヴァルナ）は、ナイトメアの3枚目のシングル。2004年4月21日発売。Aタイプ・Bタイプがありジャケットが異なる。

## 収録曲
CD（A・Bタイプ共通）
1. Varuna
作詞：YOMI 作曲：咲人
オリジナルアルバム「リヴィド」に、イントロがカットされたアルバムVer.として収録。
2. to for
作詞・作曲：RUKA
3. Flora
作詞：YOMI 作曲：咲人
ベストアルバム「ジャイアニズム 〜ナイトメアのくせに生意気だぞ〜」に収録。
4. See breezy Varuna
作詞：YOMI 作曲：咲人
Varunaのアナザーヴァージョン。